# Nicoletta Rocchi
Nicoletta Rocchi (Roma, 1950) è una sindacalista italiana, già nella Segreteria Confederale CGIL.

## Biografia
A 23 anni, dopo la laurea, inizia a lavorare presso la Banca Commerciale di Roma. Aderisce subito alla FIDAC-CGIL che, tempo qualche anno, le chiede di collaborare con il suo Ufficio studi. Il suo impegno accanto alle lavoratrici la porta nel 1976 al Centro confederale della CGIL ad occuparsi delle politiche del lavoro femminile. Qui rimarrà fino al 1980 assumendo, nel frattempo, la competenza delle politiche industriali presso il Dipartimento guidato, allora, da Sergio Garavini.
Torna al sindacato dei lavoratori delle banche e assicurazioni, la Fisac, e nel 1988 ne diventa Segretaria generale. Manterrà la guida della categoria fino al 1999, anno in cui il Sindacato pensionati (SPI) della CGIL, la eleggerà Segretaria nazionale affidandole la responsabilità delle Politiche organizzative.
L'8 luglio 2002 viene eletta nella Segreteria confederale, nella quale ha ricoperto la responsabilità delle Politiche settoriali e contrattuali delle reti, del terziario e della cooperazione. Confermata il 16 giugno 2008, assume le responsabilità: Commercio internazionale, Politiche Internazionali e della cooperazione, Segretariato per l'Europa.
Nel 2010 al XVI Congresso della CGIL aderisce al documento di minoranza "La CGIL che vogliamo".
| Controllo di autorità | VIAF (EN) 29349207 · ISNI (EN) 0000 0001 0962 3384 · SBN BIAV086911 · LCCN (EN) no2008101323 · GND (DE) 118459418X |